# Malcolm Lockyer
Malcolm Neville Lockyer (* 5. Oktober 1923 in Greenwich; † 28. Juni 1976 in London) war ein britischer Pianist, Komponist und Dirigent. Er schuf einige musikalische Werke für das britische Kino der 1960er und 1970er Jahre, darunter Kompositionen für Filme wie Geheimnis im blauen Schloß, Marrakesch, Insel des Schreckens, Die Rache des Dr. Fu Man Chu oder Tödlicher Tag.

## Leben und Werk
Malcolm Neville Lockyer wurde 1923 im Londoner Stadtteil Greenwich geboren. Lockyer wurde zuerst als Architekt ausgebildet, bevor er sich seiner Jugendliebe der Musik zuwandte. Während seines Kriegsdienstes spielte er als Musiker mit neunzehn Jahren in der Royal Air Force, unter anderem mit Sid Phillips And His Quintet. Im Jahr 1944 trat er dem Buddy Featherstonhaugh Sextet bei und spielte dort für Radion und HMV Records einige Alben ein. Seit 1945 wurde er auch für das BBC Radio für rund 6.000 Sendungen tätig. 1951 verließ Malcolm Lockyer die Royal Air Force gründete das Malcolm Lockyer Orchester und arbeitete nebenbei noch als Pianist für Komponisten wie Robert Farnon, Bert Ambrose oder Cyril Stapleton.
Ab 1950 hatte Malcolm Lockyer auch begonnen die Musik für Fernsehserien zu schreiben, darunter für Episoden von Serien wie The Centre Show, Friends and Neighbours, Dear Dotty, And So to Bentley, BBC Sunday-Night Theatre, HMS Paradise, Summer Comedy Hour oder The Pathfinders. Seit Ende der 1950er Jahre komponierte er dann auch für das britische Kino. Er vertonte Filme wie Sweet Beat, Geschäfte des Herrn Cupido, 1965 die Agatha-Christie-Literaturverfilmung Geheimnis im blauen Schloß mit Hugh O’Brian, Shirley Eaton und Leo Genn, Don Sharps Action-Komödie Marrakesch mit Tony Randall, Senta Berger und Herbert Lom, Terence Fishers Horrorfilm Insel des Schreckens mit Peter Cushing, das Krimidrama Heiße Katzen in der Besetzung Richard Johnson, Elke Sommer und Sylva Koscina für den Regisseur Ralph Thomas, 1967 die beiden Christopher-Lee-Filme Brennender Tod und Die Rache des Dr. Fu Man Chu. 1968 engagierte ihn der Regisseur Peter Collinson für sein Kriegsdrama Tödlicher Tag mit David Hemmings in der Hauptrolle. 1974 entstand unter der Regie des Spaniers Gonzalo Suárez seine letzte Filmkomposition.
In den 1960er Jahren spielte Lockyer zusammen mit Reg Owen, den The Knightsbridge Strings und den Cambridge Strings eine Reihe von Musikalben ein. Im Jahr 1966 wurde er schließlich Dirigent des neu gegründeten Rundfunkorchesters. Seine Bekanntschaft zum berühmten Bandleader Glenn Miller, die aus dem Jahr 1944 resultierte, als dieser in Bedford stationiert war, eröffnete ihm kurz vor seinem Tod die Möglichkeit das Million Airs Orchestra in 26 erfolgreichen Glenn Miller Tribute Konzerten zu dirigieren. Malcolm Lockyer starb im Juni 1976 52-jährig in London.

## Filmografie (Auswahl)

### Kino
- 1959: Strictly Confidential
- 1959: Sweet Beat
- 1960: Geschäfte des Herrn Cupido (Operation Cupid)
- 1965: Be My Guest
- 1965: Geheimnis im blauen Schloß (Ten Little Indians)
- 1965: Dr. Who und die Daleks (Dr. Who and the Daleks)
- 1965: Die Goldpuppen (The Pleasure Girls)
- 1965: Sandy the Seal
- 1966: Marrakesch (Our Man in Marrakesh)
- 1966: Das Skandalgirl von Soho (Secrets of a Windmill Girl)
- 1966: Insel des Schreckens (Island of Terror)
- 1967: Heiße Katzen (Deadlier Than the Male)
- 1967: Brennender Tod (Night of the Big Heat)
- 1967: Die Rache des Dr. Fu Man Chu (The Vengeance of Fu Manchu)
- 1967: Die Pagode zum fünften Schrecken (Five Golden Dragons)
- 1968: Tödlicher Tag (The Long Day’s Dying)
- 1968: Diana – Tochter der Wildnis (The Face of Eve)
- 1972: Nightmare
- 1974: La loba y la Paloma

### Fernsehen
- 1950: The Centre Show (Fernsehserie, 1 Episode)
- 1954: Friends and Neighbours (Fernsehserie, 6 Episoden)
- 1954: Dear Dotty (Fernsehserie, 6 Episoden)
- 1954: And So to Bentley (Fernsehserie, 6 Episoden)
- 1955: BBC Sunday-Night Theatre (Fernsehserie, 1 Episode)
- 1961: Die Verfolger
- 1964: HMS Paradise (Fernsehserie, 20 Episoden)
- 1965: Summer Comedy Hour (Fernsehminiserie, 4 Episoden)
- 1972–1973: The Pathfinders (Fernsehserie, 10 Episoden)